# Joseph Quinn
Joseph Quinn (* 26. ledna 1994, Londýn, Spojené království) je britský herec. Proslavil se rolí Eddieho Munsona ve čtvrté řadě amerického sci-fi hororového seriálu Stranger Things (2022) společnosti Netflix.

## Život
Joseph Quinn se narodil a vyrůstal v Londýně ve Spojeném království. Mezi lety 2007 a 2012 navštěvoval soukromou školu Emanuel v Londýně. Poté studoval na Londýnské akademii hudby a dramatického umění (LAMDA), kde v roce 2015 promoval.

## Herecká kariéra
Po škole byl obsazen do hlavní role Arthura Havishama v dramatickém seriálu Dickensian britské televize BBC One. V roce 2017 účinkoval ve čtyřdílném seriálu Howards End, kde ztvárnil mladého bankovního úředníka Leonarda Basta, po boku Hayley Atwellové. Ve stejném roce účinkoval v krátkém filmu KIN a objevil se v jednom dílu sedmé řady seriály Hra o trůny jako voják Koner.
Je také známý svou prací v divadle, vystupoval na londýnské scéně v Národním divadle a mimo West End. V roce 2017 získal ocenění za nejlepšího herce ve studiové produkci na Manchester Theatre Awards za svůj výkon v divadelní hře Wish List. V roce 2018 byl časopisem Screen International jmenován hvězdou zítřka.
V roce 2018 ztvárnil Enjolrase v adaptaci románu Bídníci stanice BBC One a zaznamenal svůj filmový debut ve filmu Overlord: Nacistické zombie. Následujícího roku si zahrál po boku Molly Windsor v thrilleru Make Up a ztvárnil careviče Pavla v minisérii Catherine the Great stanice Sky Atlantic. Namluvil roli Willa Ladislawa v adaptaci románu Middlemarch stanice BBC Radio 4. V roce 2020 se objevil v seriálu Strike a prvním dílu Mangrove televizní antologie Sekerka režiséra Steva McQueena.
V roce 2022 se mu dostalo mezinárodní pozornosti díky roli středoškolského studenta Eddieho Munsona ve čtvrté řadě amerického sci-fi seriálu Stranger Things. Do role byl obsazen v roce 2019, ovšem samotné natáčení se kvůli pandemii covidu-19 odehrálo až v roce 2021. Za výkon v seriálu získal nominaci na cenu Saturn v kategorii nejlepší herec ve vedlejší roli ve streamovaném seriálu a obdržel televizní cenu MTV za nejlepší průlomový výkon.
V srpnu 2022 podepsal smlouvu s agenturou CAA. Namluvil trailer k rebootu videohry Lords of the Fallen. V říjnu 2022 se stal oficiální tváří vůně Gris Dior. Na Newport Beach Film Festival 2022 se objevil na seznamu 10 herců, které je třeba sledovat, časopisu Variety. V listopadu 2022 byl magazínem British GQ jmenován jedním z mužů roku.
Po svém výkonu ve Stranger Things byl obsazen do mnoha blockbusterů. Bude hrát ve filmu Tiché místo: První den režiséra Michaela Sarnoski a jehož premiéra je plánována na 28. června 2024. Byl také obsazen do filmu Gladiátor II režiséra Ridleyho Scotta, jehož vydání je naplánováno na 22. listopadu 2024. V únoru 2024 bylo oznámeno, že Quinn byl obsazen jako Johnny Storm / Human Torch ve filmu Fantasic Four franšízy Marvel Cinematic Universe.

## Filmografie

### Film
| Rok  | Název                       | Role     | Poznámky     |
| ---- | --------------------------- | -------- | ------------ |
| 2018 | Overlord: Nacistické zombie | Grunauer |              |
| 2019 | Make Up                     | Tom      |              |
| 2023 | Hromadění                   | Michael  |              |
| 2024 | Tiché místo: První den      | Eric     |              |
| 2024 | Gladiátor II                | Geta     | postprodukce |

### Televize
| Rok  | Název           | Role            | Poznámky              |
| ---- | --------------- | --------------- | --------------------- |
| 2011 | Postcode        | Tim             | 1 díl                 |
| 2016 | Dickensian      | Arthur Havisham | 19 dílů               |
| 2017 | Hra o trůny     | Koner           | díl: „Válečná kořist“ |
| 2017 | Rodinné sídlo   | Leonard Bast    | minisérie             |
| 2017 | Timewasters     | Ralph           | 2 díly                |
| 2018 | Bídnici         | Enjolras        | minisérie; 3 díly     |
| 2019 | Kateřina Veliká | carevič Pavel   | minisérie             |
| 2020 | Strike          | Billy Knight    | 4 díly                |
| 2020 | Sekerka         | PC Dixon        | díl: „Mangrove“       |
| 2022 | Stranger Things | Eddie Munson    | hlavní role (4. řada) |